# Гата-де-Горгос
Гата-де-Горгос (валенс. Gata de Gorgos, ісп. Gata de Gorgos) — муніципалітет в Іспанії, у складі автономної спільноти Валенсія, у провінції Аліканте. Населення — 6364 особи (2022).

## Географія
Муніципалітет розташований на відстані близько 370 км на південний схід від Мадрида, 70 км на північний схід від Аліканте.

## Демографія
Динаміка населення (INE ):

## Галерея зображень

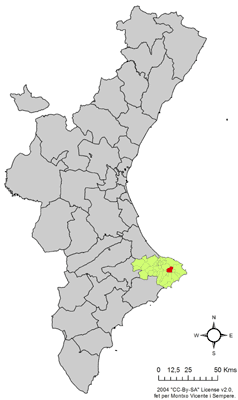
Розташування муніципалітету Гата-де-Горгос у автономній спільноті Валенсія
Розташування муніципалітету Гата-де-Горгос у комарці Маріна-Альта
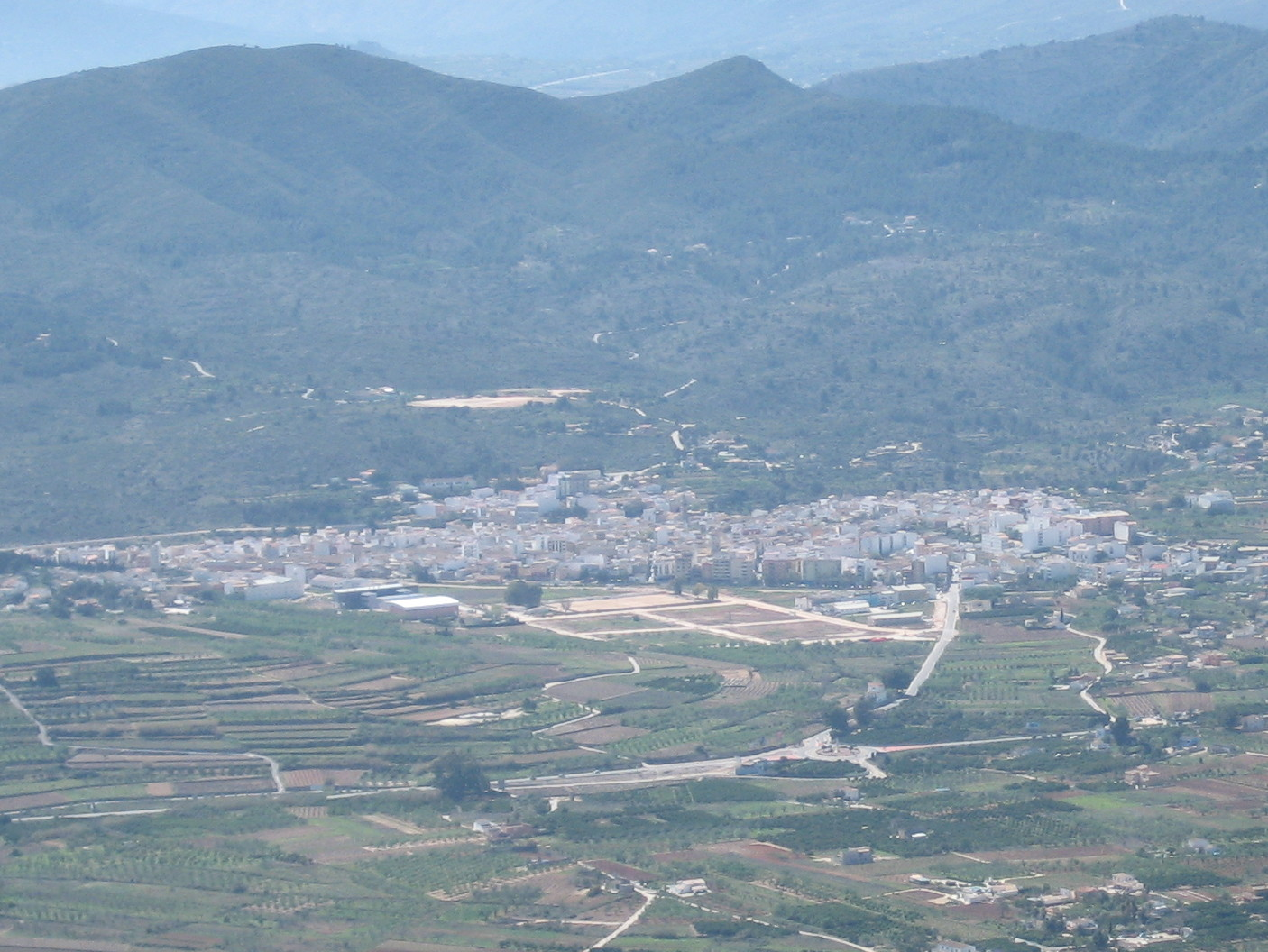
Гата-де-Горгос